# Латышев, Пётр Матвеевич
Пётр Матвеевич Латышев (21 декабря 1901 — 1 августа 1961) — советский военный деятель, генерал-майор танковых войск (20.12.1942).

## Биография
Родился 21 декабря 1901 года в деревне Зубово (ныне — Мосальского района Калужской области) в крестьянской семье. С 1910 по 1914 год учился в сельской школе. В 13 лет начал работать штукатуром-бетонщиком на заводе «Светлана» в Петрограде. В 1917 году вернулся в родные края в Мосальск, где работал чернорабочим.
В Красной Армии с марта 1920 года, в том же году вступил в ВКП (б). В 1925 году окончил курсы комиссаров в Москве. В 1931—1934 гг. учился в Военно-политической академии имени Ленина. В 1938 году окончил Высшие военно-политические курсы.
С 1938 по 1940 занимал должность военного комиссара Сумского артиллерийского училища. 9 октября 1940 года назначен начальником отдела политической пропаганды и заместителем командира 31-й танковой бригады.
В 1941 году занимал должность заместителя командира по политической части 55-й танковой дивизии (март—август). В 1942 — заместителя командира по политической части 12-й танковой бригады (сентябрь—май), в этом же году был ранен; занимал должность военного комиссара 10-го танкового корпуса (сентябрь—ноябрь) и военного комиссара 15-го танкового корпуса (сентябрь—ноябрь), в этом же году был контужен. С 27 января 1943 года — член военного совета 2-й танковой армии. С 20 ноября 1944 года и до конца войны — член Военного Совета 2-й гвардейской танковой армии. Умер 1 августа 1961 года.

## Воинские звания
- Полковой комиссар
- Бригадный комиссар (1942)
- Гвардии Генерал-майор танковых войск (Постановление Совета Народных Комиссаров СССР № 1988 от 20.12.1942)

## Награды
- 3 ордена Ленина (26.04.1944, 21.02.1945, 29.05.1945)[1][2][3]
- 3 ордена Красного Знамени (27.03.1942, 27.08.1943, 03.11.1944)[4][5]
- Орден Кутузова I степени (06.04.1945)[6]
- Орден Богдана Хмельницкого I степени (23.08.1944)[7]
- Орден Красной Звезды (27.08.1943)[8]
- Медаль «За оборону Ленинграда» (10.10.1943)[9]
- Юбилейная медаль «XX лет Рабоче-Крестьянской Красной Армии» (1938)
- Ряд других медалей и иностранных наград